# أرملة سوداء برية
الأرملة السوداء البرية (الاسم العلمي: Latrodectus renivulvatus)، عنكبوت تتواجد في أفريقيا وشبه الجزيرة العربية.